# Karl Gustaf Ratjen

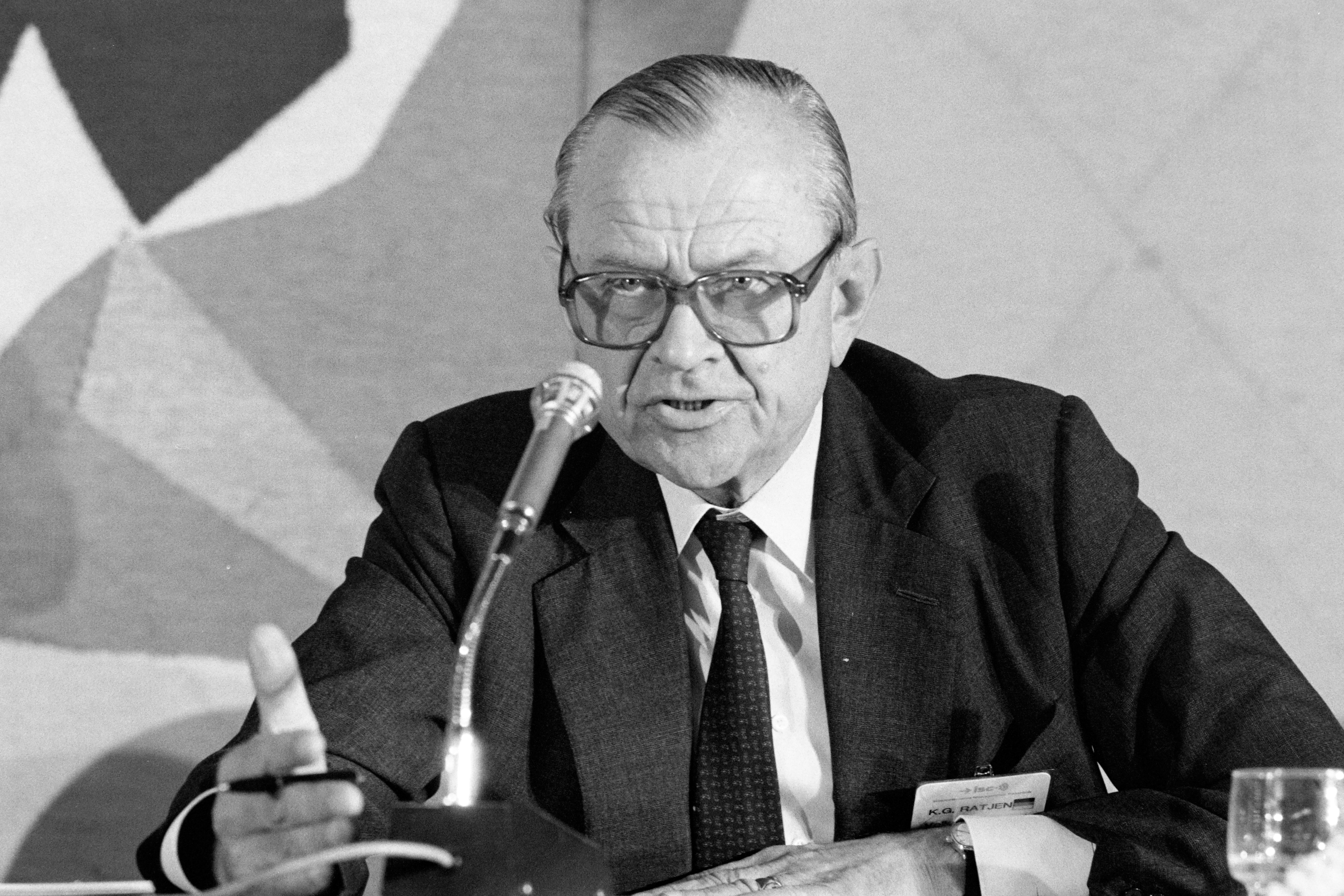
Karl Gustaf Ratjen

Karl Gustaf Ratjen (* 18. Juni 1919 in Berlin; † 12. September 2010 in Königstein im Taunus) war ein deutscher Manager.

## Wirken
Nach seinem Studium der Rechtswissenschaft an den Universitäten München und Bonn ging der Sohn eines Bankiers zur Sachtleben AG, die damals mehrheitlich zur Metallgesellschaft zählte. Ratjen trat 1965 in den Vorstand der Metallgesellschaft ein und war von 1974 bis 1984 Vorstandsvorsitzender. Von 1979 bis 1987 war er Aufsichtsratsvorsitzender der Volkswagen AG. Weiterhin war Ratjen Präsident des europäischen Arbeitgeberverbandes Unice von 1986 bis 1990.
Weitere Aufsichtsrats- und Beiratsmandate hatte Ratjen bei Villeroy & Boch, Bahlsen, Maizena, Hapag-Lloyd, Kühnle, Kopp & Kausch, Harpener, General Electric, McGraw-Hill, der Industrie-Kreditbank und beim Bankhaus Metzler.
2003 erhielt er den Sieghardt-von-Köckritz-Preis.
Ratjen war mit Jürgen Ponto befreundet; Hermann Josef Abs war ein angeheirateter Cousin. Verheiratet war Ratjen mit Annette Ratjen, geborene Gräfin Lambsdorff. Er hatte drei Kinder.